# Kobilji Do
Kobilji Do este un sat din comuna Cetinje, Muntenegru. Conform datelor de la recensământul din 2003, localitatea are 53 de locuitori (la recensământul din 1991 erau 94 de locuitori).

## Demografie
În satul Kobilji Do locuiesc 47 de persoane adulte, iar vârsta medie a populației este de 47,8 de ani (47,0 la bărbați și 48,6 la femei). În localitate sunt 15 gospodării, iar numărul mediu de membri în gospodărie este de 3,53.
|  |

| Demografie | Demografie | Demografie |
| An         | Locuitori  | Locuitori  |
| ---------- | ---------- | ---------- |
|            |            |            |
|            |            |            |
|            |            |            |
|            |            |            |
| 1948       | 316        |            |
| 1953       | 328        |            |
| 1961       | 280        |            |
| 1971       | 246        |            |
| 1981       | 145        |            |
| 1991       | 94         | 94         |
| 2003       | 53         | 53         |

| \| Componența etnică conform recensământului din 2003[2] \| Componența etnică conform recensământului din 2003[2] \| Componența etnică conform recensământului din 2003[2] \| Componența etnică conform recensământului din 2003[2] \| Componența etnică conform recensământului din 2003[2] \| \| ----------------------------------------------------- \| ----------------------------------------------------- \| ----------------------------------------------------- \| ----------------------------------------------------- \| ----------------------------------------------------- \| \| \| \| \| \| \| \| Muntenegreni \| Muntenegreni \| \| 53 \| 100% \| \| necunoscută \| necunoscută \| \| 0 \| 0% \| |              |  |    |      |
| Componența etnică conform recensământului din 2003 |              |  |    |      |
| |              |  |    |      |
| Muntenegreni | Muntenegreni |  | 53 | 100% |
| necunoscută | necunoscută  |  | 0  | 0%   |